# Supercopa da Arábia Saudita de 2024
A Supercopa da Arábia Saudita de 2024 (também conhecida como Supercopa Diriyah da Arábia Saudita por motivos de patrocínio) foi a 11ª edição da Supercopa da Arábia Saudita, uma competição anual de futebol para clubes do sistema de ligas de futebol da Arábia Saudita que obtiveram sucesso em suas principais competições no temporada anterior.
Em 4 de julho de 2024, a Federação Saudita de Futebol (SAFF), em colaboração com a Autoridade de Turismo Saudita e a Autoridade de Desenvolvimento da Região Aseer, anunciou que a SuperTaça seria realizada em Abha de 13 a 17 de agosto de 2024.

## Qualificação
O torneio deveria apresentar os vencedores e vice-campeões da Copa do Rei de 2023–24 e da Liga Profissional Saudita de 2023–24.  No entanto, como o Al-Hilal foi o vencedor da Liga Profissional e da Copa do Rei e o Al-Nassr foi o vice-campeão, as duas vagas extras foram concedidas ao terceiro e quarto colocados da Liga.

### Equipes qualificadas
As quatro equipes classificadas para o torneio.
| Equipe     | Método de qualificação                                        | Aparência | Última aparição como  | Anos de desempenho | Anos de desempenho |
| Equipe     | Método de qualificação                                        | Aparência | Última aparição como  | Vencedor(es)       | vice-campeão       |
| ---------- | ------------------------------------------------------------- | --------- | --------------------- | ------------------ | ------------------ |
| Al-Hilal   | Vencedores da Copa do Rei e da Liga Profissional de 2023–24   | 8º        | Campeão de 2023       | 4                  | 2                  |
| Al-Nassr   | Vice-campeão da Copa do Rei e da Liga Profissional de 2023–24 | 7º        | Semifinalista de 2023 | 2                  | 2                  |
| Al-Ahli    | Terceiro colocado da Liga Profissional Saudita de 2023–24     | 2º        | Campeão de 2016       | 1                  | 0                  |
| Al-Taawoun | Quarto colocado da Liga Profissional Saudita de 2023–24       | 2°        | Vice-campeão de 2019  | 0                  | 1                  |

## Torneio
- Os horários listados são UTC+3.

|  | Semifinal                                                        | Semifinal |   |  | Final                                                            | Final |  |
|  |                                                                  |           |   |  |                                                                  |       |  |
|  | 13 de agosto - Cidade dos Esportes Príncipe Sultan bin Abdulaziz |           |   |  |                                                                  |       |  |
|  | Al-Hilal                                                         | 1 (4)     |   |  |                                                                  |       |  |
|  | Al-Ahli                                                          | 1 (1)     |   |  |                                                                  |       |  |
|  |                                                                  |           |   |  |                                                                  |       |  |
|  |                                                                  |           |   |  | 17 de agosto - Cidade dos Esportes Príncipe Sultan bin Abdulaziz |       |  |
|  |                                                                  |           |   |  | Al-Hilal                                                         | 4     |  |
|  |                                                                  | Al-Nassr  | 1 |  |                                                                  |       |  |
|  |                                                                  |           |   |  |                                                                  |       |  |
|  |                                                                  |           |   |  |                                                                  |       |  |
|  |                                                                  |           |   |  |                                                                  |       |  |
|  | 14 de agosto - Cidade dos Esportes Príncipe Sultan bin Abdulaziz |           |   |  |                                                                  |       |  |
|  | Al-Nassr                                                         | 2         |   |  |                                                                  |       |  |
|  | Al-Taawoun                                                       | 0         |   |  |                                                                  |       |  |

#### Final
| 17 de agosto     | Al-Hilal                                                                                    | 4 – 1 | Al-Nassr              | Prince Sultan bin Abdul Aziz Sports City Stadium, Abha, Arábia Saudita |
| 13:15 (Brasília) | Sergej Milinković-Savić 55' Aleksandar Mitrović 63' 69' Malcom Filipe Silva de Oliveira 72' | [ 5 ] | Cristiano Ronaldo 44' | Árbitro: POR Artur Manuel Ribeiro Soares Dias                          |

## Premiação
| Supercopa Saudita de 2024     |
| Arábia Saudita                |
| ----------------------------- |
| Al-Hilal Campeão (5.º título) |